# Шока, Эдмунд Казимир
Эдмунд Казимир Шока (пол. Edmund Kazimierz Szoka и англ. Edmund Casimir Szoka; 14 сентября 1927, Гранд-Рапидс, Мичиган — 20 августа 2014, Нови, Мичиган) — американский куриальный кардинал. Епископ Гейлорда с 11 июня 1971 по 21 марта 1981. Архиепископ Детройта с 21 марта 1981 по 28 апреля 1990. Председатель Префектуры экономических дел Святого Престола c 22 января 1990 по 15 октября 1997. Председатель Папской Комиссии по делам государства-града Ватикана c 15 октября 1997 по 15 сентября 2006. Губернатор Ватикана c 22 февраля 2001 по 15 сентября 2006. Кардинал-священник с титулом церкви Санти-Андреа-э-Грегорио-Маньо-аль-Челио с 28 июня 1988.

## Ранние годы и образование
Сын Казимира и Марии (в девичестве Вольгат) Шока, польских эмигрантов, имеет старшую сестру, Ирэн. В начале 1930-х годов переехал с семьёй в Маскигон, где получил начальное образование в школе Святого Михаила. Обучался в семинарии Святого Иосифа в Гранд-Рапидсе, семинарии Святого Сердца в Детройте, а затем в провинциальной семинарии Святого Иоанна в Плимуте, в Мичигане.

## Священник
5 июня 1954 года Шока был рукоположён в священника епископом Маркетта Томасом Ноа в кафедральном соборе Святого Петра, Маркетт. Вёл пастырскую работу в Манистике, вскоре стал секретарём епископа Маркетта Ноа, которого он сопровождал на первую сессию Второго Ватиканского Собора в 1962 году. В течение этого периода он также служил капелланом больницы Святой Марии и военно-воздушной базы Кей Ай Сауйер.
С 1957 года по 1959 год изучал каноническое право в Папском Урбанианском университете и Папском Латеранском Университете в Риме. После возвращения в США Шока вел пастырскую и куриальную работу, включая службу официалом в супружеском трибунале, в Маркетте до 1971 года. Был возведён в ранг почётного прелата Его Святейшество 14 ноября 1963 года папой римским Павел VI.

## Епископ Гейлорда
Шока был назначен первым епископом Гейлорда 11 июня 1971 года. Он получил свою епископскую ординацию 20 июля от кардинала Джона Дирдена, которому помогали епископы Чарльз Салатка и Джозеф Маккинней. Годом позже епископы 4-го пасторского региона Национальной конференции католических епископов (NCCB) избрали его президентом на период 1972-1977 годов. В то же самое время он был казначеем и секретарем епископской конференции Мичигана.

## Архиепископ Детройта и кардинал
21 марта 1981 года был назначен третьим митрополитом-архиепископом Детройта (восьмым епископом) папой римским Иоанном Павлом II. С 1981 года также служил председателем Совета Администрации провинциальной семинарии Святого Иоанна в Плимуте, Мичиган и семинарии Святых Кирилла и Мефодия. Он был также председателем правления директоров епископской конференции Мичигана, членом исполнительного комитета Католического Университета, председателем Комитета по связям с университетом, администратором Национального санктуария Непорочного Зачатия Девы Марии, казначеем NCCB и работал в комитетах епископской конференции по человеческим ценностям, епископам, диоцезам и провинциям и экономическим делам. Пригласил Иоанна Павла II в Детройт в 1987 году в период своего срока пребывания архиепископом. Он был возведён в кардиналы-священники с титулом церкви Санти-Андреа-э-Грегорио-Маньо-аль-Челио Иоанном Павлом II на консистории от 28 июня 1988 года.

## На работе в Римской Курии
Уходя в отставку с поста архиепископа Детройта 28 апреля 1990 года, Шока был назначен председателем Префектуры экономических дел Святого Престола с 22 января 1990 года по 14 октября 1997 год.
14 октября 1997 года кардинал Шока был назначен губернатором Ватикана, а 22 февраля 2001 года председателем Папской Комиссии по делам государства-града Ватикана. В рамках работы в Римской Курии был членом Государственного секретариата (вторая секция), Конгрегации по канонизации Святых, по делам епископов, Евангелизации народов (Congregatio de Propaganda Fide), по делам духовенства, по делам институтов посвящённой жизни и обществ апостольской жизни.
Он представил свою отставку Иоанну Павлу II в 2002 году, в связи с достижением возраста отставки в Церкви — 75 лет, но папа римский отставку не принял.
Шока был одним из кардиналов-выборщиков, которые участвовали в Папском Конклаве 2005, который избрал папу римского Бенедикта XVI.

## Отставка
22 июня 2006 года было объявлено, что его отставка была принята папой римским Бенедиктом XVI и что он официально уйдет 15 сентября 2006; он сохранял все куриальные членства до 80-летнего возраста. На то, что он делал бы после отставки, Шока сказал, что он был бы заинтересован в путешествии, писательстве, изучении Отцов Церкви, и продолжении обеспечения священнической помощи Детройту.

## Награды
- Кавалер Большого креста ордена «За заслуги перед Итальянской Республикой» (2005)[3]